# Sun-Hwa Kwon
Sun-Hwa Kwonova spíše známá jako Sun, je fiktivní postava ze seriálu Ztraceni, kde ji představuje Yunjin Kim. Sun je jednou ze zachráněných z přední části havarovaného letadla společnosti Oceanic Airlines. Na palubě letadla byla i se svým manželem Jinem-Soo Kwonem. 
Jejich manželství je vrtkavé a to jak v normálním životě, tak i na ostrově a to především kvůli Jinově násilné a výbušné povaze, ale také kvůli tajemstvím, která před ním Sun má. Dokáže zajít hodně daleko, jen aby svá tajemství ochránila. V posledních dílech zjistila, že je těhotná, ale není jisté kdy nebo s kým vlastně otěhotněla. Vyšlo také najevo, že není tak křehká a bezmocná jak se zdá.